# パルマラット
パルマラットS.P.A.(イタリア語: Parmalat S.p.A.）は、イタリアの食品会社（乳製品が主）。2000年代に事実上の倒産、2010年代に買収を経てヨーロッパ有数の多国籍企業の傘下に収まっている。

## 概要
1961年にカリスト・タンツィによって創業。牛乳やバター、チーズなどの乳製品と、その加工食品を主に扱っている。日本にはビスケットなどの菓子類が輸入されている。
2003年12月24日に社内の不正経理疑惑を受けて、パルマの地方裁判所に破産申請した。
2011年5月、フランスの乳製品大手のラクタリス社は、パルマラット社の株式を28.97％取得。さらに全株取得のための公開買い付けを行い子会社化された。
2018年、パルマラットはクラフト・ハインツからカナダ国内のナチュラルチーズ事業を買収。北米での事業展開の足掛かりを得た。

### 社名
パルマ（Parma）の牛乳（lat）を掛け合わせた造語である。

## スポーツへの後援

### フットボール
2003年に破産するまではイタリアのサッカークラブのACパルマの親会社であった。また、ブラジルの（イタリア系）サッカークラブ・SEパルメイラスへのスポンサー役も担った。

### モータースポーツ
F1を始めとするモータースポーツへのスポンサードも行っていた。とりわけ20世紀後半に活躍したブラバムチームに対しては、車体には大きく社名のロゴが掲げられた時代が続き同社の乳製品が正規販売されていない国でも高い知名度を誇った。またニキ・ラウダ、ペドロ・ディニスの個人スポンサーも務めていた。